# Brycinus batesii
Brycinus batesii är en fiskart som först beskrevs av Boulenger, 1903.  Brycinus batesii ingår i släktet Brycinus och familjen Alestidae. Inga underarter finns listade.